# كوت دي بابلو
ماريا جوزيه دي بابلو فرناندز (بالإسبانية: Cote de Pablo)‏ مشهورة أكثر باسم كوت دي بابلو، وُلدت في 12 نوفمبر 1979 في سانتياغو بتشيلي. وهي ممثلة أمريكية من أصل تشيلي. اشتهرت بسبب دورها في المسلسل التليفزيوني ان سي أي اس حيث لعبت دور زيفا دافيد المحققة.
ولدت كوت دي بابلو في سانتياغو بتشيلي ولكنها ترعرعت في ميامي بفلوريدا حيث تربت علي يد والدتها ماريا أولجا فرناندز، التي تعمل في التليفزيون الأسباني.
وعندما كان لديها 10 سنوات حصلت والدتها علي عمل بتيلموندو؛ لهذا انتقلوا إلي ميامي.
وتابعت دراستها بمدرسة أرفيدا الابتدائية بميامي، قبل متابعة مهنة الكوميديا. علي هذا النحو حصلت علي تدريب بجامعة كارنيغي ميلون في بيتسبرغ حيث درست المسرح وموسيقى الحجرة. حصلت علي الدبلومة عام 2000 . تتحدث الإنجليزية والأسبانية بطلاقة، وتجيد الفرنسية والبرتغالية والإيطالية.

## روابط خارجية
- كوت دي بابلو على موقع IMDb (الإنجليزية)
- كوت دي بابلو على موقع روتن توميتوز (الإنجليزية)
- كوت دي بابلو على موقع ألو سيني (الفرنسية)
- كوت دي بابلو على موقع أول موفي (الإنجليزية)
- كوت دي بابلو على موقع إن إن دي بي (الإنجليزية)
- كوت دي بابلو على موقع قاعدة بيانات الفيلم (الإنجليزية)